# 1578
Năm 1578 (số La Mã MDLXXVIII) là một năm thường bắt đầu vào thứ 4 trong lịch Julius

## Sự kiện
1. Nước Hà Lan: Trận Zutphen (còn được gọi là Trận Warnsveld) xảy ra vào ngày 22 tháng 9 năm 1578 trong kháng chiến chống lại sự thống trị của Tây Ban Nha ở Hà Lan. Trận này là một phần của cuộc chiến tranh Tây Ban Nha-Hà Lan và có vai trò quan trọng trong việc hình thành Hà Lan độc lập sau này.
2. Giáo hoàng Grêgôriô XIII phát hành bản cải cách lịch, mà chúng ta biết ngày nay với tên gọi là lịch Gregory. Nó đã thay thế lịch Julian và trở thành lịch chính thức của Kitô hữu.
3. Nhà khoa học người Đức Johannes Kepler sinh vào ngày 27 tháng 12 năm 1571. Kepler sau này nổi tiếng với những công trình về thiên văn học và là người đầu tiên đề xuất rằng các hành tinh chuyển động theo các elip.
4. Tại Nhật Bản, Oda Nobunaga, một trong những lãnh chúa quan trọng trong thời kỳ Sengoku, bị ám sát vào năm 1582. Tuy nhiên, ông đã đóng một vai trò quan trọng trong việc thống nhất Nhật Bản và đặt nền móng cho giai đoạn Edo của lịch sử Nhật Bản.

## Sinh
- 2 tháng 3 – George Sandys, nhà lữ hành Anh (mất năm 1644)
- 1 tháng 4 – William Harvey, người Anh (mất 1657)

## Mất
- 5 tháng 1 – Giambattista Moroni, họa sĩ Ý (sinh năm 1510)
- 7 tháng 3 – Margaret Douglas, Countess của Lennox (sinh năm 1515)